# Argentinomyia testaceipes
Argentinomyia testaceipes är en tvåvingeart som beskrevs av Lynch Arribalzaga 1891. Argentinomyia testaceipes ingår i släktet Argentinomyia och familjen blomflugor. Inga underarter finns listade i Catalogue of Life.